# Egan Bernal
Egan Arley Bernal Gómez (* 13. ledna 1997) je kolumbijský profesionální silniční cyklista jezdící za UCI WorldTeam Ineos Grenadiers. V roce 2019 vyhrál jakožto první závodník z Latinské Ameriky a nejmladší závodník od roku 1909 Tour de France. V roce 2021 pak přidal svůj druhý titul z Grand Tours, když vyhrál Giro d'Italia.

## Kariéra

### Začátky
Společně s horskými koly Bernal závodil i na silnici jak v Kolumbii, tak v Itálii a vyhrál závody Clásica Juventudes Cajica a Sognando Il Giro delle Fiandre.

### Team Sky (2018–současnost)

#### Sezóna 2018

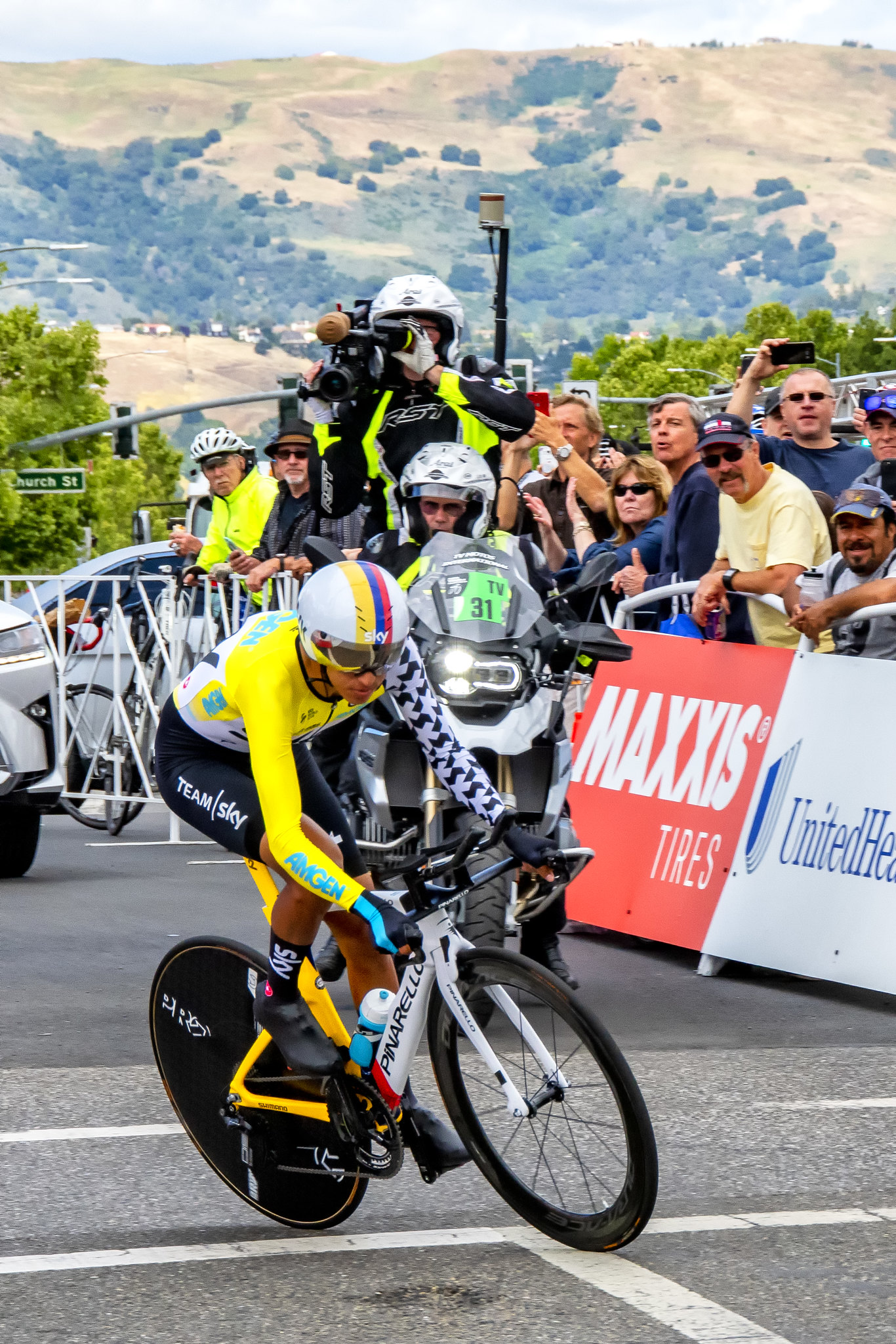
Bernal v dresu lídra závodu na Tour of California 2018.

Svůj debut s Teamem Sky si Bernal odbyl na Tour Down Under, jíž se zúčastnil jako spolulídr týmu. V závodu zvítězil v soutěži mladých jezdců a v celkovém pořadí se umístil na 6. místě. V únoru Bernal vyhrál národní šampionát v časovce. Následně vyhrál historicky první edici etapového závodu Colombia Oro y Paz díky útoku v posledních 20 kilometrech závěrečné etapy.
Dalším Bernalovým závodem byla Volta a Catalunya, na níž se držel na celkovém 2. místě, ale v poslední etapě spadl při mokrém sjezdu a zlomil si lopatku a klíční kost.
V červenci se Bernal zúčastnil Tour de France jako domestik pro Chrise Frooma a Gerainta Thomase. I přesto, že byl nejmladším závodníkem ve startovním poli, byl schopen svým tempem v horách odpárat mnohé kandidáty na celkový triumf.

#### Sezóna 2019
V roce 2019 vyhrál 2 významné etapové závody - Paříž–Nice a Tour de Suisse. V červenci 2019 byl jmenován na startovní listině Tour de France jako spolulídr Teamu Ineos společně s obhájcem triumfu Geraintem Thomasem. V 19. etapě vyjel do úniku, a po předčasném ukončení etapy se dostal na vedoucí příčku celkového pořadí, a tu si udržel až do cíle. Stal se tak prvním kolumbijským vítězem Tour de France a společně s tím vyhrál i soutěž mladých jezdců.

#### Sezóna 2020
V srpnu 2020 vyhrál Bernal menší etapový závod Route d'Occitanie a následně se zúčastnil Tour de France s cílem obhájit titul. Po 6. etapě se stal lídrem soutěže mladých jezdců, ale ve 13. etapě mírně ztratil na Primože Rogliče a Tadeje Pogačara kvůli bolestem zad. Ty ho omezovaly i v 15. etapě, v níž na Pogačara a Rogliče ztratil více než 7 minut a před startem 17. etapy odstoupil ze závodu.

#### Sezóna 2021
Bernal svou sezónu zahájil na začátku února na etapovém závodu Étoile de Bessèges ve Francii. Následně se přesunul do Itálie, kde zaznamenal 2. místo na závodu Trofeo Laigueglia za Baukem Mollemou. V rámci přípravy na Giro d'Italia se zúčastnil klasiky Strade Bianche, kde dojel 3., a etapového závodu Tirreno–Adriatico, na němž se umístil na celkovém 4. místě. Bernal se po Tirrenu rozhodl přesunout se do rodné Kolumbie, aby mohl trénovat na vrchol sezóny, Giro d'Italia. Po skoro 2 měsících mimo závody nastoupil Bernal 8. května na start úvodní časovky Gira a dojel na 40. místě, 39 sekund za vítězem a týmovým kolegou Filippem Gannou.

## Hlavní výsledky

### Silniční cyklistika
2016
Tour of Bihor
 celkový vítěz
 vítěz soutěže mladých jezdců
vítěz 1. etapy
Settimana Internazionale di Coppi e Bartali
 vítěz soutěže mladých jezdců
Giro del Trentino
 vítěz soutěže mladých jezdců
Kolem Slovinska
 vítěz soutěže mladých jezdců
Tour de l'Avenir
4. místo celkově
2017
Sibiu Cycling Tour
 celkový vítěz
 vítěz bodovací soutěže
 vítěz soutěže mladých jezdců
vítěz etap 2 a 3
Tour de Savoie Mont Blanc
 celkový vítěz
 vítěz bodovací soutěže
 vítěz soutěže mladých jezdců
vítěz etap 2 a 4 (ITT)
Tour de l'Avenir
 celkový vítěz
vítěz etap 7 a 8
2. místo Giro dell'Appennino
3. místo Memorial Marco Pantani
Settimana Internazionale di Coppi e Bartali
4. místo celkově
 vítěz soutěže mladých jezdců
Giro della Toscana
5. místo celkově
 vítěz soutěže mladých jezdců
5. místo GP Industria & Artigianato di Larciano
Tour de Langkawi
7. místo celkově
Tour of the Alps
9. místo celkově
 vítěz soutěže mladých jezdců
Vuelta a San Juan
9. místo celkově
 vítěz soutěže mladých jezdců
2018
Národní šampionát
 vítěz časovky
Tour of California
 celkový vítěz
 vítěz soutěže mladých jezdců
vítěz etap 2 a 6
Colombia Oro y Paz
 celkový vítěz
 vítěz vrchařské soutěže
 vítěz soutěže mladých jezdců
Tour de Romandie
2. místo celkově
 vítěz soutěže mladých jezdců
vítěz 3. etapy (ITT)
Tour Down Under
6. místo celkově
 vítěz soutěže mladých jezdců
10. místo Milán–Turín
2019
Tour de France
 celkový vítěz
 vítěz soutěže mladých jezdců
Tour de Suisse
 celkový vítěz
 vítěz soutěže mladých jezdců
vítěz 7. etapy
Paříž–Nice
 celkový vítěz
 vítěz soutěže mladých jezdců
vítěz Gran Piemonte
2. místo Giro della Toscana
Volta a Catalunya
3. místo celkově
Národní šampionát
3. místo časovka
3. místo Giro di Lombardia
Tour Colombia
4. místo celkově
6. místo Milán–Turín
9. místo Giro dell'Emilia
2020
Route d'Occitanie
 celkový vítěz
 vítěz bodovací soutěže
 vítěz soutěže mladých jezdců
vítěz 3. etapy
Tour de l'Ain
2. místo celkově
Národní šampionát
2. místo silniční závod
3. místo časovka
Tour Colombia
4. místo celkově
Tour de France
lídr  po 7. –12. etapě
2021
Giro d'Italia
 celkový vítěz
 vítěz soutěže mladých jezdců
vítěz etap 9 a 16
2. místo Trofeo Laigueglia
Tour de La Provence
3. místo celkově
3. místo Strade Bianche
Tirreno–Adriatico
4. místo celkově
Vuelta a España
6. místo celkově
lídr  po etapách 3 – 19
2023
8. místo Tour de Romandie
8. místo Tour de Hongrie
2024
Národní šampionát
3. místo silniční závod
3. místo Volta a Catalunya
3. místo O Gran Camiño
4. místo Tour de Suisse
5. místo Tour Colombia
7. místo Paříž–Nice
10. místo Tour de Romandie
2025
Giro d'Italia
7. místo celkově
Volta a Catalunya
7. místo celkově

#### Výsledky na etapových závodech
| Výsledky na Grand Tours        |      |      |      |      |      |      |      |      |      |
| Grand Tour                     | 2017 | 2018 | 2019 | 2020 | 2021 | 2022 | 2023 | 2024 | 2025 |
| Giro d'Italia                  | —    | —    | —    | —    | 1    | —    | —    | —    | 7    |
| Tour de France                 | —    | 15   | 1    | DNF  | —    | —    | 36   | 29   |      |
| Vuelta a España                | —    | —    | —    | —    | 6    | —    | 55   | —    |      |
| Výsledky na etapových závodech |      |      |      |      |      |      |      |      |      |
| Závod                          | 2017 | 2018 | 2019 | 2020 | 2021 | 2022 | 2023 | 2024 | 2025 |
| Paříž–Nice                     | —    | —    | 1    | —    | —    | —    | —    | 7    | —    |
| Tirreno–Adriatico              | 16   | —    | —    | —    | 4    | —    | —    | —    | —    |
| Volta a Catalunya              | —    | DNF  | 3    | NS   | —    | —    | DNF  | 3    | 7    |
| Kolem Baskicka                 | —    | —    | —    | NS   | —    | —    | 92   | —    | —    |
| Tour de Romandie               | —    | 2    | —    | NS   | —    | —    | 8    | 10   | —    |
| Critérium du Dauphiné          | —    | —    | —    | DNF  | —    | —    | 12   | —    |      |
| Tour de Suisse                 | —    | —    | 1    | NS   | —    | —    | —    | 4    |      |

#### Výsledky na klasikách
| Monument                 | 2017 | 2018 | 2019 | 2020 | 2021 |
| ------------------------ | ---- | ---- | ---- | ---- | ---- |
| Milán – San Remo         | —    | —    | —    | —    | —    |
| Kolem Flander            | —    | —    | —    | —    | —    |
| Paříž–Roubaix            | —    | —    | —    | NS   | —    |
| Lutych–Bastogne–Lutych   | —    | —    | —    | —    | —    |
| Giro di Lombardia        | 13   | 12   | 3    | —    | —    |
| Klasika                  | 2017 | 2018 | 2019 | 2020 | 2021 |
| Strade Bianche           | —    | —    | —    | —    | 3    |
| Clásica de San Sebastián | —    | DNF  | DNF  | NS   | 16   |
| Milán–Turín              | 16   | 10   | 6    | —    | —    |

| —   | Nezúčastnil se |
| DNF | Nedokončil     |
| NS  | Nekonalo se    |
| JS  | Jede se        |

### Horská kola
2014
Mistrovství světa v horských kolech
 2. místo juniorské cross-country
Panamerický šampionát v horských kolech
 3. místo juniorské cross-country
2015
Panamerický šampionát v horských kolech
 vítěz juniorské cross-country
Mistrovství světa v horských kolech
 3. místo juniorské cross-country